# Río Verdon
El río Verdon es un río de Francia, un afluente del río Durance por la izquierda. Nace a unos 2.500 m sobre el nivel del mar, en los Alpes, cerca de La-Foux-d’Allos, en departamento de Alpes de Alta Provenza. Desemboca en el Durance en el embalse de Cadarache, en la confluencia de los departamentos de Alpes de Alta Provenza, Var, Vaucluse y Bocas del Ródano. Tiene una longitud de 172 km.
El Verdón es conocido por sus gargantas, algunos tramos de las cuales no se exploraron hasta el siglo XX. Gran reserva de agua de la región de Provenza-Alpes-Costa Azul, sobre su cauce se alza cinco presas, las cuales cumplen funciones de generación eléctrica, de suministro de agua potable para Var y Alpes Marítimos, de sumistro de agua de riego, y también se usan para la refrigeración de las instalaciones nucleares de Cadarache y del futuro ITER.